# Mohamed Abdelrahman
Mohamed Abdelrahman Yousif Yagoub (ur. 10 lipca 1993 w Umbadzie) – sudański piłkarz grający na pozycji napastnika. Od 2020 jest zawodnikiem klubu Al-Hilal.

## Kariera klubowa
Swoją karierę piłkarską Abdelrahman rozpoczął w klubie Beit Al-Mal Omdurman, w barwach którego zadebiutował w 2009 roku. W 2010 roku przeszedł do Al-Hilal Omdurman. Grał w nim do końca 2016 roku. W tym okresie z klubem tym wywalczył cztery tytuły mistrza Sudanu w sezonach 2010, 2012, 2014 i 2016, trzy wicemistrzostwa Sudanu w sezonach 2011, 2013 i 2015 oraz zdobył dwa Puchary Sudanu w sezonach 2011 i 2016.
W latach 2017–2019 Abdelrahman był zawodnikiem Al-Merreikh Omdurman. Trzykrotnie został z nim mistrzem Sudanu w sezonach 2018, 2018/2019 i 2019/2020 oraz raz wicemistrzem w sezonie 2017. Zdobył też Puchar Sudanu w 2018.
W 2020 Abdelrahman został piłkarzem algierskiego klubu CA Bordj Bou Arréridj. Swój debiut w nim zaliczył 8 lutego 2020 w wygranym 2:0 domowym meczu z USM Bel Abbès. W debiucie strzelił gola. W CA Bordj Bou Arréridj spędził pół roku.
Latem 2020 Abdelrahman wrócił do Al-Hilal. W sezonie 2020/2021 wywalczył z nim mistrzostwo Sudanu.

## Kariera reprezentacyjna
W reprezentacji Sudanu Abdelrahman zadebiutował 19 sierpnia 2017 w wygranym 1:0 meczu Mistrzostw Narodów Afryki 2018 z Etiopią, rozegranym w Al-Ubajjid. W 2022 roku został powołany do kadry na Puchar Narodów Afryki 2021. Na tym turnieju rozegrał dwa mecze grupowe: z Gwineą Bissau (0:0) i z Egiptem (0:1).